# Баице
Баице (на сръбски: Бајице) е село в община Цетине, югозападна Черна гора. Населението му е около 857 души (2011).
Разположено е на 775 метра надморска височина в Динарските планини, на 2 километра северозападно от центъра на град Цетине и на 11 километра източно от бреговете на Которския залив. Селището е известно от 1485 година, когато е владение на рода Църноевичи.

## Известни личности
Родени в Баице
- Арсений III (1633 – 1706), печки патриарх